# العلاقات الأردنية الزامبية
العلاقات الأردنية الزامبية هي العلاقات الثنائية التي تجمع بين الأردن وزامبيا.

## مقارنة بين البلدين
هذه مقارنة عامة ومرجعية للدولتين:
| وجه المقارنة                                              | الأردن                   | زامبيا                         |
| --------------------------------------------------------- | ------------------------ | ------------------------------ |
| المساحة (كم2)                                             | 89.34 ألف                | 752.62 ألف                     |
| عدد السكان (نسمة)                                         | 9.81 مليون               | 17.09 مليون                    |
| الكثافة السكانية (ن./كم²)                                 | 109.81                   | 22.71                          |
| العاصمة                                                   | عمان                     | لوساكا                         |
| اللغة الرسمية                                             | اللغة العربية            | لغة إنجليزية                   |
| العملة                                                    | دينار أردني              | كواشا زامبي، كواشا زامبي قديم ‏ |
| الناتج المحلي الإجمالي (بليون دولار)                      | 40.07 مليار              | 25.81 مليار                    |
| الناتج المحلي الإجمالي (تعادل القوة الشرائية) بليون دولار | 82.80 مليار              | 62.18 مليار                    |
| الناتج المحلي الإجمالي الاسمي للفرد دولار أمريكي          | 4.94 ألف                 | 1.30 ألف                       |
| الناتج المحلي الإجمالي للفرد دولار أمريكي                 | 12.05 ألف                | 3.90 ألف                       |
| مؤشر التنمية البشرية                                      | 0.748                    | 0.586                          |
| رمز المكالمات الدولي                                      | +962                     | +260                           |
| رمز الإنترنت                                              | .jo                      | .zm                            |
| المنطقة الزمنية                                           | ت ع م+02:00، ت ع م+03:00 | ت ع م+02:00                    |

## منظمات دولية مشتركة
يشترك البلدان في عضوية مجموعة من المنظمات الدولية، منها:
| علم المنظمة | اسم المنظمة                                                | تاريخ انضمام الأردن | تاريخ انضمام زامبيا |
| ----------- | ---------------------------------------------------------- | ------------------- | ------------------- |
|             | العملية المشتركة للاتحاد الأفريقي والأمم المتحدة في دارفور | ?                   | ?                   |
|             | الاتحاد البريدي العالمي                                    | ?                   | ?                   |
|             | يونسكو                                                     | 14 يونيو 1950       | 9 نوفمبر 1964       |
|             | البنك الدولي للإنشاء والتعمير                              | 29 أغسطس 1952       | 23 سبتمبر 1965      |
|             | منظمة التجارة العالمية                                     | ?                   | ?                   |
|             | وكالة ضمان الاستثمار متعدد الأطراف                         | 12 أبريل 1988       | 6 يونيو 1988        |
|             | الاتحاد الدولي للاتصالات                                   | 20 مايو 1947        | 23 أغسطس 1965       |
|             | منظمة الشرطة الجنائية الدولية                              | ?                   | ?                   |
|             | مؤسسة التمويل الدولية                                      | 20 يوليو 1956       | 23 سبتمبر 1965      |
|             | الأمم المتحدة                                              | 14 ديسمبر 1955      | 1 ديسمبر 1964       |
|             | مؤسسة التنمية الدولية                                      | 4 أكتوبر 1960       | 23 سبتمبر 1965      |
|             | منظمة حظر الأسلحة الكيميائية                               | ?                   | ?                   |
|             | المركز الدولي لتسوية المنازعات الاستشارية                  | 29 نوفمبر 1972      | 17 يوليو 1970       |

## وصلات خارجية
- موقع وزارة الخارجية الأردنية